# Малый Солнцевский пруд
Малый Солнцевский пруд — искусственный водоём на западе Москвы, на территории района Солнцево. Расположен на левом притоке Сетуньки.

## Географическое положение
Пруд находится в Западном административном округе Москвы, в районе Солнцево, посреди жилой застройки в квадрате между улицами Богданова, Щорса, Авиаторов и Солнцевским проспектом.
Образован на заключённом в коллектор левом притоке реки Сетуньки, ранее протекавшем вдоль 5-й Прудной улицы (улица ныне упразднена и является безымянным проездом между улицами Богданова и Щорса).

## История
Левый приток Сетуньки обнаруживается на картах второй половины XIX века. Тогда эта местность называлась Симагиным оврагом, и именно здесь впоследствии образовался Малый Солнцевский пруд. Водоем зафиксирован на карте Москвы 1952 года.
Пруд получил название по посёлку (а впоследствии городу и району Москвы) Солнцево. К северо-западу от водоёма располагается также Большой Солнцевский пруд, образованный на реке Сетуньке во второй половине XX века, но, судя по карте 1952 года, уже после образования Малого Солнцевского пруда.

## Описание
Пруд занимает площадь 0,85 га. В длину составляет 140 метров, в ширину — до 70 метров. Имеет форму, близкую к прямоугольной. Частично является запрудой и удерживается земляной плотиной, над которой в настоящее время находится безымянный проезд.
Пруд местами заболочен, встречаются тростниковые заросли. Водоём искусственно зарыблен. В 2019 году сотрудники «Мосводостока» выпустили в него 400 разновидных рыб: карпа, толстолобика, белого амура и щуку.

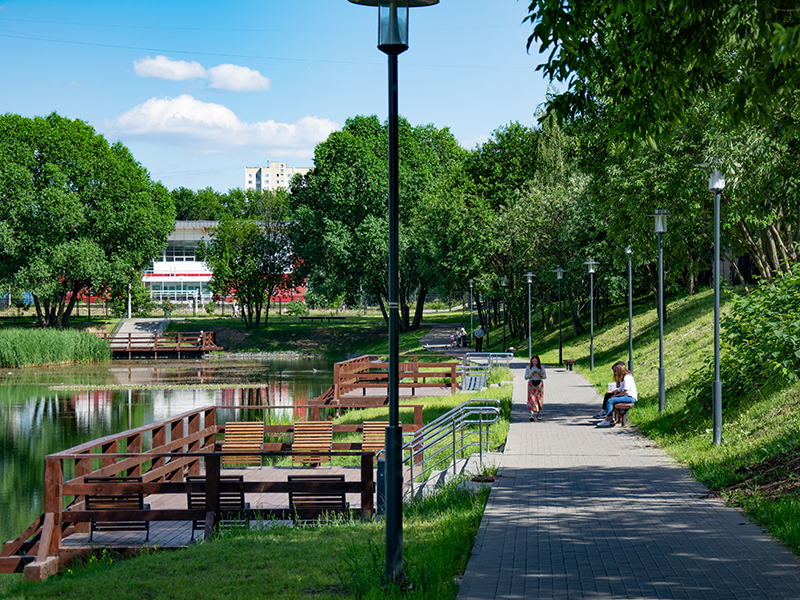
Парковая территория вокруг пруда

Пруд окружён парковой территорией, которая используется местными жителями для прогулок, отдыха и выгула собак. В 2019 году этот участок благоустроили по московской программе создания комфортной городской среды «Мой район». Дно пруда очистили, а берега укрепили. Парковая территория поделена на три части: пешеходную, место тихого отдыха у воды и спортивно-игровой кластер. Высажена яблоневая роща (50 деревьев), построены четыре детские площадки, площадка с воркаут-комплексом, обустроена зона для выгула собак. Рядом с прудом установлена летняя сцена, на берегу расположены смотровые площадки со скамейками.

## Достопримечательности

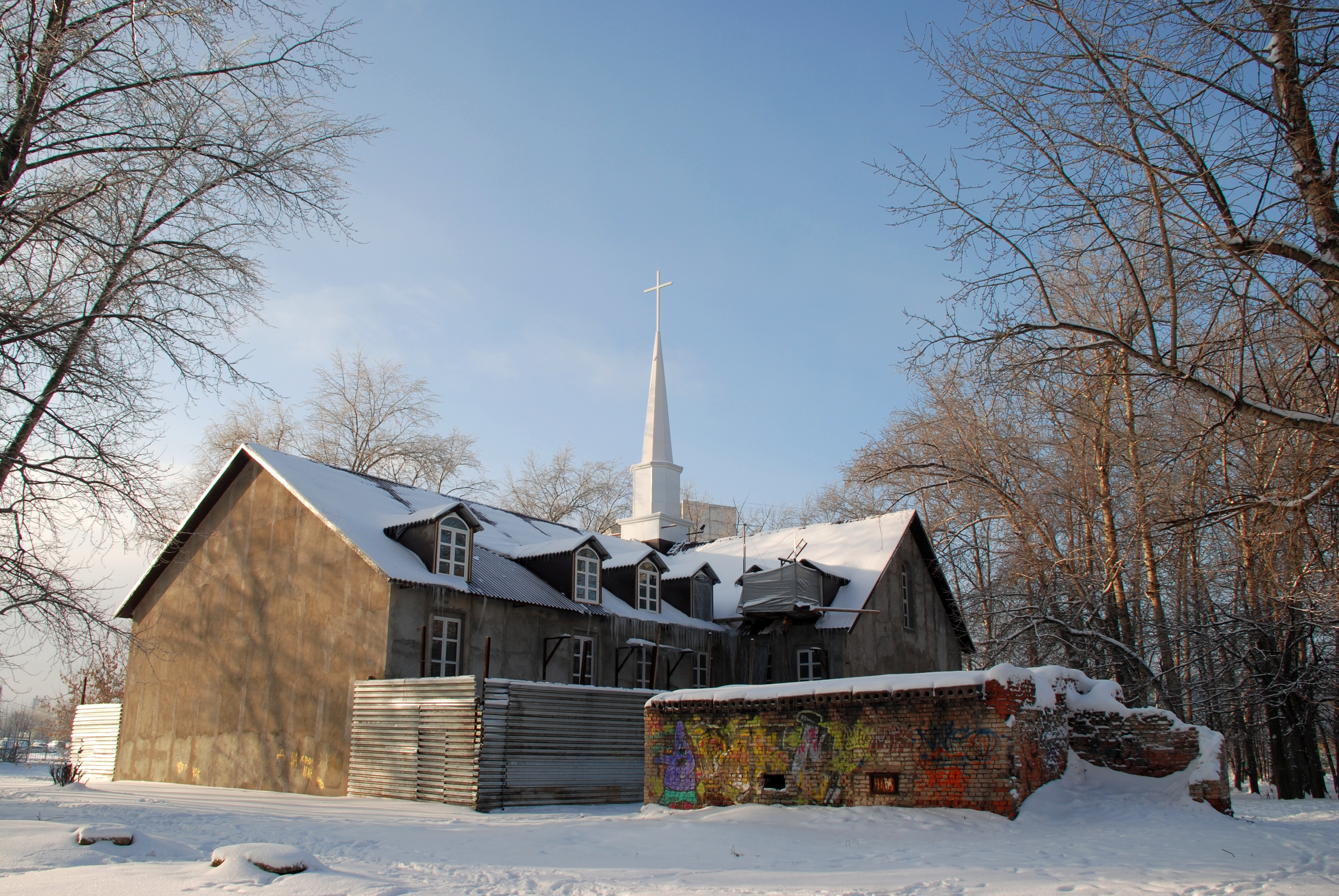
Московская Центральная Церковь христиан веры евангельской пятидесятников «Эммануил» (бывшее здание клуба «Строитель»)

Рядом с прудом по адресу: ул. Щорса, д. 9, расположена Московская Центральная Церковь христиан веры евангельской пятидесятников «Эммануил».
Ранее на месте учреждения располагался клуб «Строитель» — здание на 250 мест, предназначенное для проведения культурно-досуговых мероприятий. Открытие клуба состоялось в 1953 году. Здесь имелась сцена, кинотеатр, библиотека, проводились концерты и дискотеки, работали кружки. Клуб просуществовал до 1996 года. Здание, которое сегодня занимает церковь, сохранилось в перестроенном виде.